# فابيو كوارتارارو
فابيو كوارتارارو (بالفرنسية: Fabio Quartararo)‏ مواليد 20 أبريل 1999 في نيس، هو متسابق دراجات نارية فرنسي. نافس في الجائزة الكبرى للدراجات النارية في فئة موتو 3 وبدأ فيها سنة 2015.

## النتائج

### سباق الجائزة الكبرى للدراجات النارية

#### السباقات حسب السنة
| السنة | الفئة  | الدراجة  | 1      | 2            | 3             | 4            | 5          | 6            | 7           | 8        | 9            | 10         | 11        | 12         | 13              | 14    | 15           | 16            | 17       | 18          | مركز | نقاط |
| ----- | ------ | -------- | ------ | ------------ | ------------- | ------------ | ---------- | ------------ | ----------- | -------- | ------------ | ---------- | --------- | ---------- | --------------- | ----- | ------------ | ------------- | -------- | ----------- | ---- | ---- |
| 2015  | موتو 3 | هوندا    | قطر 7  | الأمريكتان 2 | الأرجنتين 6   | إسبانيا 4    | فرنسا ل.ين | إيطاليا ل.ين | كتالونيا 14 | هولندا 2 | ألمانيا ل.ين | إنديانا 11 | تشيك ل.ين | بريطانيا 4 | سان مارينو ل.يب | أرغون | اليابان ل.يب | أستراليا ل.يب | ماليزيا  | بلنسية ل.ين | 10   | 92   |
| 2016  | موتو 3 | كي تي إم | قطر 13 | الأرجنتين 13 | الأمريكتان 13 | إسبانيا ل.ين | فرنسا 6    | إيطاليا      | كتالونيا    | هولندا   | ألمانيا      | بريطانيا   | النمسا    | تشيك       | سان مارينو      | أرغون | ماليزيا      | اليابان       | أستراليا | بلنسية      | 15   | 19*  |

## وصلات خارجية
- فابيو كوارتارارو على موقع MotoGP.com (الإنجليزية)
- فابيو كوارتارارو على موقع AS.com (الإسبانية)

- الموقع الرسمي